# Negative Approach
Negative Approach (с англ. — «Негативный подход») — американская хардкор-панк-группа, образованная в Детройте, штат Мичиган, в 1981 году. Группа считается одним из первопроходцев хардкор-панка, особенно на Среднем Западе. Как и большинство хардкор-групп, Negative Approach в своё время была малоизвестна за пределами своего родного города. Сейчас группа является идолом в детройтском рок-андеграунде и панк-субкультуре, считается одной из элитных групп эпохи «старой школы» и продолжает оказывать влияние на неё. Negative Approach первоначально распалась в 1984 году, когда вокалист Джон Брэннон перешёл в Laughing Hyenas, а затем в Easy Action. Однако в 2006 году группа воссоединилась и продолжает периодически гастролировать.

## История
Легенда гласит, что вокалист Джон Брэннон где-то в 1981 году в скейт-парке нанял барабанщика О. П. Мура и гитарно-басовую пару Роба и Грэма Маккалока. Под руководством хриплого воя лысого Брэннона группа создала экстремальный, лишенный излишеств звук, который чередовал жестокость и злобу. Впервые это было полностью задокументировано в 1982 году на их одноимённом 7" мини-альбоме на Touch and Go Records. Группа выпустила более металлический 12"-альбом Tied Down на Touch and Go в 1983 году, но прекратила свое существование в 1985 году, когда Брэннон взрастил блюз в стиле The Birthday Party группы Laughing Hyenas.
Touch and Go собрал дискографию группы под названием Total Recall в 1992 году.

## Характеристики
Источники вдохновения
Музыкальный стиль Negative Approach был основан на детройтской иконе протопанка The Stooges. О гитаристе The Stooges Роне Эштоне Джон Брэннон сказал: «Весьма многое из того, что символизирует NA; наше звучание и тексты песен основаны на музыке, которую он помог создать».
NA также находились под влиянием энергичного британского хардкор-панка (особенно Discharge) и музыки Oi! (Blitz, The 4-Skins, Sham 69 и т. д.), хотя с самого начала их звучание и манера исполнения были значительно более агрессивными и брутальными, чем у их источников вдохновения. Хардкор NA был диким и нигилистичным, источающим разочарование, пессимизм и ярость. Это олицетворял вокалист Брэннон, пугающий и энергичный молодой человек с бритой головой, пронзительным взглядом и воинственным настроем. Его вокальный стиль и сценическая харизма задали стандарт для последующих исполнителей.

## Наследие
К сожалению, не имея более широкой постхардкорной славы, чем у коллег Иэна Маккея и Генри Роллинза, группа Брэннона Negative Approach не получила той же известности, что и Minor Threat и Black Flag. Negative Approach, безусловно, оказала такое же влияние, как и эти две группы, затронув всех – от Poison Idea до Sonic Youth и Los Crudos, – а также целые поколения поклонников хардкора в Бостоне и Нью-Йорке. Группа также была столь же оригинальной и экстремальной, как и любой панк-проект начала 80-х – ритмичный краш, созданный Муром и братьями Маккалок, по-прежнему остаётся неоспоримым ударом по лицу.

## Дискография
Смотри статью «Дискография Negative Approach» в англ. разделе.
Студийные альбомы
- Tied Down (1983, Touch and Go Records)

Мини-альбомы
- Negative Approach 7-inch/CD EP (1982, Touch and Go Records)
- Friends of No One (recorded 1984) 7-inch/CD EP (2010, Taang! Records)

Демо-записи
- 1st Demo (May 1981)
- Lost Cause Demo (August 1981)
- EP Demo First Version (late 1981/early 1982)
- Tied Down Demo (aka Rice City Demo) (June 1983)

Сборники
- Total Recall (1992, Touch and Go)
- Ready to Fight: Demos, Live and Unreleased 1981-83 (2005, Reptilian)
- Nothing Will Stand in Our Way (2011, Taang! Records)